# Miles «Tails» Prower
Miles Prower (マイルス パウアー Mairusu Pauā?), conocido por su apodo Tails (テイルス Teirusu?), es un personaje de la franquicia de videojuegos de Sonic the Hedgehog de Sega. Tails también aparece en sus propios spin-off en series, cómics, dibujos, y películas. Es el segundo personaje que aparece constantemente al lado de Sonic en la serie. El nombre de "Miles Prower" es un juego de palabras con "miles per hour", o millas por hora haciendo referencia a la velocidad de Sonic the Hedgehog. Su característica física es la de un zorro de color amarillo de dos colas, del cual deriva el apodo de su nombre, y una gran melena de tres pelos.
Un genio de la mecánica y hábil piloto, puede volar haciendo girar sus colas como un rotor de helicóptero y se le puede ver volando en múltiples juegos y programas de televisión creados por Sega. Debutó en noviembre de 1992 con el lanzamiento de Sonic the Hedgehog 2. A mediados de la década de los noventa, fue el protagonista de varios juegos derivados: Tails and the Music Maker para la Sega Pico, y Tails Adventure y Tails' Skypatrol para la Game Gear. Tails fue calificado como el tercer personaje más popular de la franquicia, detrás de Sonic y Shadow, en una encuesta oficial de Sega en 2009.

## Concepto y creación
Yasushi Yamaguchi, originalmente el artista principal y diseñador de zonas para Sonic Team, diseñó a Tails para un concurso interno de compañeros para Sonic. El personaje estaba basado en un kitsune, una criatura del folclore japonés a la que, con el tiempo, le podían crecer múltiples colas. El personaje también estaba destinado a mantener una "profunda admiración a Sonic".
Aunque la propuesta de Yamaguchi ganó, Sega Japón quería llamar al personaje "Miles Prower" (el apellido es un juego de palabras con "per hour", es decir, "por hora"), mientras que la filial estadounidense "Sega América" prefería el apodo de "Tails", respectivamente. "Sega América" elaboró una historia de fondo convincente para el personaje con el fin de convencer a la filial japonesa y al Sonic Team de que se llamara "Tails". Yamaguchi llegó a un compromiso, utilizando "Miles Prower" como nombre real del personaje; "Tails" sería su apodo, dando al personaje el nombre completo de Miles "Tails" Prower.
El personaje debutó como compañero de Sonic en el segundo juego de la franquicia y ha seguido siendo un personaje importante desde entonces. Sin embargo, la singularidad del personaje no se estableció hasta Sonic the Hedgehog 3, cuando a los jugadores se les dio el poder de controlar su vuelo (aunque la IA hacía volar a Tails cuando salía de la pantalla).
Tails fue rediseñado (junto con todos los demás personajes de la saga de Sonic) por Yuji Uekawa para el Sonic Adventure. Su pelaje cambió de color a un tono más amarillo frente al naranja de sus primeras apariciones, y ganó azul en el iris.
En los cómics de Sonic americanos, junto con los dibujos de Las aventuras de Sonic el Erizo y Sonic SatAM, él era originalmente de color marrón oscuro, pero los artistas del cómic y de los dibujos animados decidieron finalmente cambiarlo para que coincidiera con su aspecto en el juego.

### Representaciones de voz
A lo largo de los años, la voz de Tails ha sido doblada por varios actores de doblaje. En los doblajes japoneses, Nariko Fujieda puso la voz a Tails de 1994 a 1996, Hekiru Shiina en 1996, Kazuki Hayashi en 1998, Atsuki Murata de 2000 a 2001 y Ryō Hirohashi desde 2003.
En Las aventuras de Sonic el Erizo, Tails fue doblado originalmente por Russi Taylor en el piloto no emitido, Christopher Stephen Welch tomaría el relevo y pondría la voz al personaje durante toda la serie, excluyendo el especial de Navidad donde fue doblado por Chris Turner. Luego le puso voz Bradley Pierce en Sonic el Erizo y luego Lainie Frasier en Sonic, la película.
A partir de 2003, con Sonic X, le puso voz Amy Palant, que más tarde asumiría el papel en los videojuegos, comenzando con Shadow the Hedgehog en 2005. Palant fue sustituida por Kate Higgins en 2010, a partir de Sonic Free Riders. Siguió poniendo voz al personaje hasta 2013, donde su último papel como Tails fue en Mario y Sonic en los Juegos Olímpicos de Invierno Sochi 2014, aunque retomó su papel en 2021 para Sonic Colors: Rise of the Wisps miniserie. Desde 2014, la voz de Tails la pone Colleen O'Shaughnessey, incluso en la serie de televisión Sonic Boom y en las dos películas de acción real. En el corto de Sonic de 2022, Sonic Drone Home, la voz de Tails la pone Alicyn Packard.

## Características
El personaje de Tails es retratado como un zorro muy dulce y bastante humilde quien, antes de conocer a Sonic, a menudo era maltratado por sus dos colas. Sin embargo, Sonic vio el talento especial de Tails y lo animó, lo que hizo que Tails sintiera cierta admiración hacia el erizo azul. Como un viejo amigo, el admira a Sonic y sueña en ser como él. Aunque le falta mucho valor, él quiere demostrar que se puede contar con él, y ha luchado contra el Dr. Eggman y sus robots sin la ayuda de Sonic. A él le gustan los caramelos de menta, manipulando máquinas, y volando mechas. A pesar de haber superado la mayoría de sus miedos y haberse vuelto muy audaz, Tails aun sufre de astrafobia (Miedo a los Rayos) del cual todavía no ha podido superar en la actualidad.
Tails ha sido descrito como un prodigio en el campo de la mecánica que incluso rivaliza con la del Dr. Eggman, pero que aún no ha desarrollado del todo su potencial. Junto con sus habilidades como piloto de aviones, utiliza un aeroplano llamado "el Tornado" para ayudar a Sonic en sus aventuras. Además, al girar sus dos colas como las hélices de un helicóptero, tiene la capacidad única de propulsarse a sí mismo por el aire para alcanzar a Sonic; sin embargo, esto lo cansa rápidamente, de ahí su uso de los aviones. A diferencia del erizo azul, Tails tiene la capacidad de nadar. Al igual que Sonic, puede transformarse en Super Tails, pero necesita las Chaos Emeralds (Sonic Mania) o las Super Emeralds (Sonic 3 y Knuckles) para transformarse. Además, cuando está en esta forma (sólo en Sonic 3 y Knuckles), le siguen unos Flickies a su alrededor, a los cuales los Fanáticos suelen referirse como el Ejército Flicky. Esto se vio primero como lo que parecía ser una aparición única en Sonic the Hedgehog 3 & Knuckles y luego de nuevo en Sonic Heroes, donde junto a los miembros del Team Sonic, Sonic y Knuckles, se transformaban en sus super-formas.

## Apariciones

### En videojuegos
Tails debutó en noviembre de 1992 con el lanzamiento de Sonic the Hedgehog 2, haciendo el papel de compañero de Sonic. Era un personaje jugable desde el segundo mando y podía ser elegido como jugador uno para el juego principal, aunque sólo la CPU tenía la capacidad de volar. Sonic Chaos (1993), en la Game Gear/Master System fue el segundo juego en el que el jugador podía controlar a Tails y la primera vez que el jugador podía controlar su vuelo, lo que cambió algunos elementos de la jugabilidad. Tails también hizo un pequeño cameo en Sonic CD para la Sega CD, apareciendo en la pantalla de desbloqueo del modo de depuración. Tails hace una aparición junto a Sonic en el poco conocido juego arcade, Sega Sonic Popcorn Shop, un juego arcade japonés que también dispensa palomitas después de jugar.
Tails hizo su tercera aparición importante en el juego de 1994, Sonic 3 & Knuckles, con la capacidad de recoger a Sonic y utilizar sus colas para llevarlo a otras zonas girando sus colas como un helicóptero. También obtuvo la capacidad de nadar bajo el agua, algo que Sonic nunca ha podido hacer. También es la primera vez que se puede controlar el vuelo de tails en un juego de Sega Megadrive.
Tails también ha protagonizado juegos sin Sonic, como Tails' Skypatrol, que es un juego de desplazamiento lateral estilo ataque de puntuación para la Game Gear lanzado exclusivamente en Japón. A este le siguió Tails Adventure a finales del mismo año, que es un juego de plataformas parecido a Metroid con elementos de RPG. Tails también es el protagonista de Tails and the Music Maker para la Sega Pico.
Tails iba a aparecer en el juego de Sega 32X Knuckles' Chaotix, pero se descartó durante el desarrollo. Los datos sobrantes de él todavía permanecen en el juego, y se puede jugar como utilizando un código de trucos.
En juegos posteriores, Tails tuvo papeles que requieren modos de juego únicos, incluyendo Sonic Adventure, donde aparece como uno de los seis personajes jugables. Su modo de juego se basa en fases de plataformas estándar, pero el objetivo de cada fase es llegar a la Esmeralda del Caos antes que Sonic, o al misil fallido en la carrera final contra Eggman. En Sonic Adventure 2, aparece en segmentos de shooter en tercera persona, sentado en su mech "Cyclone". Estas fases, junto con los niveles de disparo del Dr. Eggman en el mismo juego, eran muy similares a los niveles E-102 Gamma de Sonic Adventure. En Sonic Adventure, se le dio un tema musical "Believe In Myself", del cual apareció otra versión en Sonic Adventure 2.
Tails también ha aparecido como personaje jugable o en un papel secundario en muchos títulos posteriores de Sonic y todavía retoma a menudo su papel pilotando a otros personajes, como en Sonic Heroes, donde Tails aparece en Team Sonic como su personaje de tipo vuelo, siendo capaz de llevar tanto a Sonic como a Knuckles the Echidna.
Tails aparece en el fondo de Green Hill Zone junto con Silver y Knuckles en Super Smash Bros. Brawl, y también aparece como trofeo, también hace su aparición en las dos secuelas del juego. Es el tercer personaje que el jugador desbloquea en Sonic Chronicles: The Dark Brotherhood, donde actúa como médico del equipo.
Tails aparece en Sonic Unleashed, donde ayuda a Sonic a restaurar el planeta destrozado, en gran parte haciendo volar a Sonic de continente en continente en el juego.
Tails tiene un papel secundario en Sonic and the Black Knight, representado como un herrero local que ayuda a los jugadores a fabricar productos con los objetos que Sonic necesitara a lo largo del juego.
Aparece como personaje jugable en todos los títulos de Mario y Sonic, así como en Sega Superstars Tennis, Sonic & Sega All-Stars Racing, y Transformed. También aparece en Sonic Colors como personaje no jugable.
Tails celebra el cumpleaños de Sonic junto a sus amigos organizando una fiesta en Sonic Generations, pero cuando aparece el Devorador del Tiempo, este es lanzado a uno de los portales temporales, enviando a Tails a la zona de Green Hill Zone. Después de que Sonic lo libera, Tails se encuentra con su contraparte del pasado (Tails Clásico) y concluye que estaban viajando a través del tiempo y el espacio. Acompaña tanto a Sonic como a sus contrapartes del pasado a lo largo del juego, y más tarde descubren que el Dr. Eggman y su contraparte del pasado, el Dr. Ivo Robotnik están controlando al Devorador del Tiempo. Tanto Tails clásico como el actual, junto con todos los amigos de Sonic, ayudan a motivar a los 2 Sonics para que derroten al Devorador del Tiempo.
La función de jugar como Tails se añadió en el port mejorado de 2011 de Sonic CD. Posteriormente apareció como personaje cooperativo en el segundo episodio de Sonic 4.
Tails se añadió como personaje jugable en el port mejorado de Sonic the Hedgehog lanzado en 2013 para dispositivos móviles. El puerto también tiene la opción de jugar el modo "Sonic y Tails".
Sonic y Tails acaban enfrentándose a un grupo de villanos aliados del Dr. Eggman, llamados los Deadly Six, cuando fueron abatidos mientras le perseguían en el Tornado en Sonic Lost World. Se encuentran con Eggman y se dan cuenta de que maneja una Concha Cacofónica para controlar a los Seis Mortales. A pesar de las advertencias de Tails, Sonic le quita la caracola, haciendo que los Deadly Six le traicionen. Eggman se une a Sonic y Tails para detenerlos. Esto provoca numerosos conflictos entre Tails y Eggman y aumenta la tensión con su amistad con Sonic, ya que Sonic cree que Eggman es su única esperanza para derrotar a los Deadly Six. Finalmente, Tails es capturado en una trampa destinada a Sonic, y los Deadly Six planean utilizar esto en su beneficio convirtiendo a Tails en un robot. Sin embargo, Tails consigue reprogramar el ordenador que controlaría su mente. El Tails aparentemente robotizado se enfrenta a Sonic en la fase final del juego, pero al conservar su libertad, toma a los Deadly Six por sorpresa y los ataca. Más tarde, después de que Sonic derrote a Eggman en el clímax del juego, Sonic se disculpa con Tails por haber dudado de él. Tails le perdona y los dos vuelven a casa.
Es un personaje jugable en el videojuego Sonic Mania (Plus), jugando como sus antiguas encarnaciones junto a Sonic, Knuckles, Mighty y Ray.
Tails aparece como personaje jugable en los juegos Sonic Boom: Rise of Lyric, Shattered Crystal y Fire & Ice.
Tails también aparece en el pack de niveles de Sonic the Hedgehog de Lego Dimensions. También es jugable si el jugador utiliza el Tornado como Sonic para volar por el mundo. En el modo historia del nivel de Sonic titulado Sonic Dimensions, Tails ayuda a Sonic usando el Tornado y sus conocimientos tecnológicos. En el mundo central, Tails tiene una misión secundaria para que el jugador le ayude a desactivar todos los robotizadores de Eggman.
Tails es un personaje secundario no jugable en Sonic Forces, que encuentra a Sonic clásico y se une a la resistencia para oponerse al Dr. Eggman y a Infinite.
También aparece como traje descargable de luchador Mii en los juegos de lucha crossover Super Smash Bros. para Nintendo 3DS y Wii U y Ultimate, además de aparecer como Espíritu en este último.

### En otros medios
Tails es un personaje secundario en las series de animación Las aventuras de Sonic el Erizo, Sonic el Erizo, Sonic X y Sonic Boom, así como en Sonic the Hedgehog: The Movie. Tails también hace una aparición como invitado en el episodio OK K.O.! Let's Be Heroes en el especial "Conozcamos a Sonic". En la prensa escrita, es un personaje secundario en la serie de cómics Sonic the Hedgehog de Archie Comics, así como en la de Sonic the Comic de Fleetway Publications.
En la serie de Sonic Prime, se presentan tres versiones alternas de Tails, Sarnoso es un Tails más primitivo, completamente alejado de la tecnología y habitante de El Laberinto Boscage, Sarnoso a diferencia de Tails, es más torpe y no sabe hablar, además de tener un comportamiento similar a la de un perro salvaje, también es bastante fuerte y se encariña con Sonic luego de que este le enseñe a usar sus colas para volar. Otra versión de Tails es llamado Velas, un pirata parte de la tripulación de Knuckles, El Capitán Terror en el mundo de Ningún Lugar, es bastante inteligente, tiene algunos conocimientos de tecnología y es muy fuerte a la hora de luchar. Finalmente tenemos a Nine, la versión más oscura de Tails y quien sirve de antagonista en la tercera temporada, Nine a diferencia de Tails, prefiere estar solo y sin amigos luego de que cuando era menor, muchos se burlaran de él por tener dos colas, por lo que decidió fabricarse otras colas robóticas que sirvan como armas de defensa, al principio y en la segunda temporada Nine se hace amigo de Sonic luego de que este lo defendiera de los demás, sin embargo, al enterarse de la existencia de un mundo abandonado (Al cual Nine le llama "El Nefasto"), quiere recuperar los fragmentos del Prisma Paradoja para así mejorar el Nefasto para él mismo, por lo que termina volviéndose antagonista al querer robar la energía de Sonic para mejorar el Prisma Paradoja, al final Nine se arrepiente al ver que la vida de Sonic estaría en riesgo y se disculpa con él y todos por haberles hecho daño.
Tails aparece en Sonic, la película durante una secuencia a mitad de los créditos, emergiendo de un portal en forma de anillo hacia la Tierra en busca de Sonic. Los primeros borradores de la película presentaban a Tails en un papel más importante, con algunos borradores presentándolo como el mejor amigo de Sonic en su mundo, como en los videojuegos originales, mientras que otro borrador lo presentaba como uno de los personajes principales de la película. Sin embargo, cuando se decidió enfocar el argumento de la película en que Sonic estuviera solo en la Tierra, los cineastas decidieron utilizar a Tails como promoción para una secuela a través de un cameo en la escena de mitad de los créditos de la película, un papel que el coguionista Pat Casey comparó con el papel de Nick Fury en el Universo cinematográfico de Marvel.
Tails aparece como personaje principal en la secuela, Sonic 2, la película, cuyo logotipo muestra un "2" naranja con dos colas unidas en homenaje al personaje. Su voz la pone 
Colleen O'Shaughnessey, que retoma su papel en los juegos. En la película, Tails fue rechazado en su planeta por tener dos colas, pero llegó a idolatrar a Sonic tras ser testigo de su valentía al enfrentarse al Dr. Robotnik. Viaja al planeta para advertir a Sonic de que Knuckles le está persiguiendo para localizar la Esmeralda Maestra y forma equipo con su héroe para encontrar la Esmeralda primero. Ayuda a Sonic con su vuelo y varios artilugios a lo largo de su viaje, que culmina cuando se unen a Knuckles para impedir que Robotnik conquiste el universo. Después de tener éxito, acuerdan salvaguardar la Esmeralda Maestra mientras viven junto a la familia adoptiva de Sonic, los Wachowski.

## Recepción y legado
La recepción de Tails ha sido ampliamente positiva. Fue premiado como "Mejor Personaje Nuevo" en los premios de videojuegos de Electronic Gaming Monthly de 1992, afirmando que "no sólo es tan mono como Sonic, sino que además tiene un propósito importante en el juego"  El editor de IGN Lucas M. Thompson incluyó a Tails como uno de los personajes de Sonic the Hedgehog que debería estar incluido en Super Smash Bros. Brawl, citando su importancia en la serie y sus habilidades. El editor de IGN, Levi Buchanan, declaró que la respuesta de los fans a la introducción de Tails fue favorable, lo que condujo a más introducciones como la de Knuckles. A diferencia de la mayoría de los personajes de Sonic, Tails ha recibido constantemente opiniones positivas de los fans de Sonic a lo largo de los años.
Tails es recordado por ayudar a que Sonic 2 se convirtiera en el segundo juego más vendido para la Genesis al permitir que un segundo jugador se uniera a la partida. Ha aparecido en muchas listas de "Los mejores compañeros". Maximum PC lo incluyó en su lista como el tercer mejor compañero, Machinima.com lo clasificó en quinto lugar, y Maxim lo incluyó como el octavo compañero más infravalorado. Clasificándolo como el sexto mejor, Mashable afirmó que Tails "encarna bastante la definición de 'compañero'". Sonic y Tails fueron clasificados juntos como el noveno mejor dúo de juegos de IGN. Morgan Sleeper de NintendoLife llamó a Tails "una de las mascotas más queridas de Sega".
Sin embargo, Levi Buchanan, redactor de IGN, declaró que cuando SEGA se dio cuenta de la popularidad de Tails y, más tarde, de Knuckles, "siguió introduciendo nuevas caras y nombres en el juego, alejando la atención de su héroe"." GameDaily incluyó al "compañero molesto" en su lista de los 25 mejores arquetipos de videojuegos, citando a Tails como ejemplo de ello. GamesRadar+ lo incluyó en el número uno de su lista de personajes cutres a los que querían dar una paliza, afirmando que, aunque empezó siendo interesante, llevó a la creación de otros personajes que "ahogaron la vida de la franquicia". Citaron su carácter de "sabelotodo" en los juegos posteriores como la razón por la que lo odian tanto. Revista oficial Nintendo lo catalogó como el segundo mejor personaje de Sonic.